# Dark Horse Presents 141
Dark Horse Presents è una collana di fumetti, edita mensilmente dalla casa editrice Dark Horse Comics, in cui appaiono brevi storie di alcuni classici protagonisti del panorama fumettistico americano.
Il numero 141, pubblicato il 17 marzo 1999, era dedicato interamente alla serie Buffy l'ammazzavampiri che spopolava in quegli anni. Il mensile include pertanto 3 mini-storie di 8 pagine ciascuna dedicate a 3 protagonisti diversi del telefilm.
Le prime due mini-storie, dedicate rispettivamente a Buffy ed Angel sono state poi inserite anche nei volumi (paperback) raccoglitori che la Dark Horse pubblicava nella collana di fumetti dedicata alla Cacciatrice (e in questo formato sono poi giunti anche in Italia, editi dalla Free Books): in questa seconda versione i fumetti sono stati anche colorati, mentre il mensile è tassativamente pubblicato in bianco e nero. La terza mini-storia, quella dedicata a Giles non è mai rientrata in nessun'altra pubblicazione della Dark Horse ed è pertanto ancora inedita in Italia.

## Trama

### Ciao Luna
- testi : Daniel Brereton e Christopher Golden
- disegni : Joe Bennett
- inchiostro : Jim Amash
- colori : Guy Major
- paperback : Cattivo sangue (USA : 12 luglio 2000, Italia : aprile 2007)
- prima pubblicazione italiana : Lexy Presents Special Book n.4 (agosto 2000)

Buffy sta passeggiando a bordo spiaggia, bisognosa di un po' di solitudine, quando si imbatte in una creatura verde. La Cacciatrice attacca immediatamente ma la creatura la blocca e si difende chiedendogli perché lo ha attaccato, dal momento che costei non gli aveva fatto niente. La creatura verde racconta a Buffy di essere stata prescelta dal suo popolo di trovare un nuovo mondo dove vivere ma di aver fallito la missione: pertanto desidera morire piuttosto che tornare dal suo popolo.
Senza poter rivelare alla creatura di essere anche lei una prescelta, Buffy viene prima scacciata dalla creatura per poi riceverne l'aiuto quando viene attaccata da quattro vampiri. Il gesto restituisce fiducia nella creatura che riparte per la sua missione.

### Maledetto!
- testi : Christopher Golden
- disegni : Hector Gomez
- inchiostro : Sandu Florea
- colori : Guy Major
- paperback : Angel: Il Divoratore (USA : 10 maggio 2000, Italia : novembre 2007)
- prima pubblicazione italiana : Lexy Presents Dark Horse #13 (ottobre 2002)

Buffy e Angel stanno combattendo un gruppo di vampiri. Uno di loro riconosce Angelus prima di finire impalettato dal vampiro in persona. Buffy cerca di consolare Angel e gli dice di non doversi sentire in colpa per tutti i crimini compiuti in passato. Angel, a questo punto, le racconta la storia di come è diventato vampiro.

### Dead Love
- testi : Andi Watson
- disegni : David Perrin
- inchiostro : Sandu Florea

Buffy sta aspettando l'arrivo di Angel all'interno della biblioteca di Giles. Nel frattempo cerca tra i vari libri dell'Osservatore qualcosa che possa interessarla e si imbatte in suo un vecchio diario. Alla data 19 aprile, Giles scrive di essersi recato presso il negozio di libri di George Fogg e di averlo trovato particolarmente disperato a casa di alcuni fantasmi di donne recentemente scomparse che tormentavano l'uomo. Fattosi raccontare l'intera vicenda, Giles decide di aiutarlo ed in breve risalgono ad un uomo, cliente abituale di Fogg, depresso per la morte della fidanzata e, curiosamente, assiduo acquirente di libri sul come richiamare e trasferire le anime. Penetrati in casa sua, Giles e Fogg scoprono il macabro tentativo dell'uomo, Jaimè Agrafe, di ridare vita all'anima della fidanzata usando i corpi delle donne che tormentano il libraio. Agrafe si scaglia su di loro aggredendoli con un coltello ma viene fermato e ucciso dallo zombie della sua fidanzata, stanca di non riuscire a trovare l'eterno riposo.
I due fidanzati possono ora stare insieme nell'oltretomba.